# Art de l'Ancien Empire égyptien
L'appellation art de l'Ancien Empire désigne la production artistique qui a lieu en Égypte entre la IIIe et la VIe dynastie (-2700 à -2200). Elle se caractérise notamment par des complexes monumentaux et des statues de grande taille.

## Architecture

### Architecture funéraire

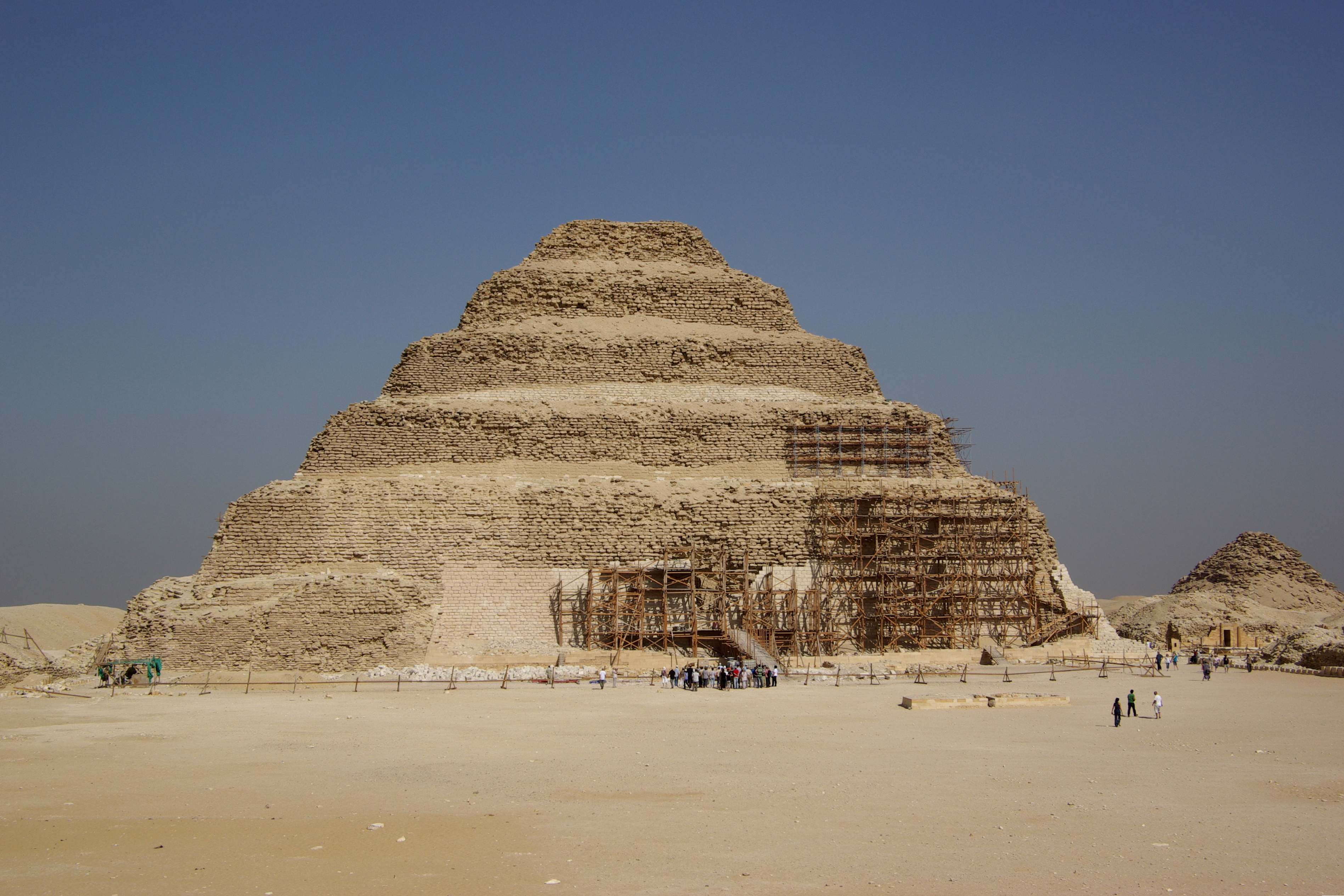
Pyramide et complexe funéraire du roi Djéser,, Saqqarah

Aux débuts de la IIIe dynastie, les tombeaux pharaoniques se résument à des mastabas, c’est-à-dire de grandes banquettes de briques. C'est sous Djéser qu'apparurent deux concepts nouveaux et révolutionnaires pour l'architecture égyptienne : la pyramide, et l'architecture de pierre. Selon les travaux de Jean-Philippe Lauer, l'architecte et premier ministre de Djéser, Imhotep chercha  tout d'abord à construire un mastaba de pierre, qui durerait ainsi beaucoup plus longtemps que ceux de briques, puis il l'agrandit pour en faire une pyramide à quatre, puis à six degrés, sans doute afin que le monument funéraire soit visible derrière le haut mur d'enceinte.  
Car le complexe funéraire de Djéser est loin de ne comporter qu'une pyramide : son enceinte à redans, longue de 560 mètres, comporte quatorze portes factices et une porte réelle qui ouvre sur une grande cour où se trouvent une réplique du tombeau qui se trouve sous la pyramide, un complexe (« cour de fête-Sed ») bordé d'une série de chapelles parfois factices (pleines), un temple funéraire avec un serdab contenant une statue de Djéser, etc. On remarque dans les éléments architecturaux un fait intéressant : les constructeurs transcrivent les architectures de brique et de bois dans la pierre, ce qui explique la présence de tores, de corniches à gorges, et de colonnes papyriformes ouvertes.

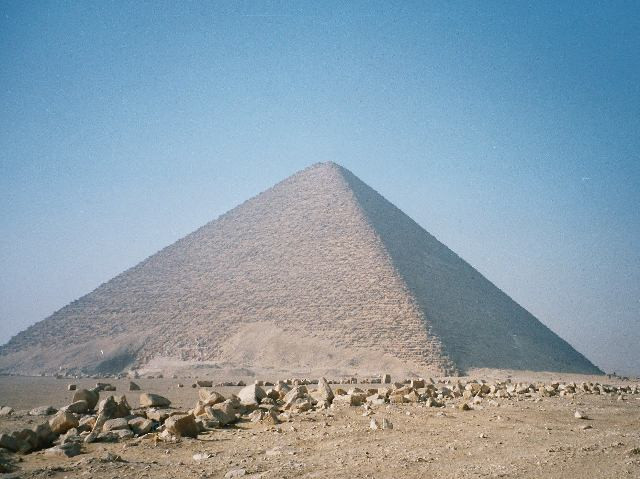
Pyramide rouge de Dahchour,, règne de Snéfrou ?

La IVe dynastie voit se développer le concept de pyramide, les architectes s'attachant à rendre leurs monuments funéraires entièrement lisses. Plusieurs édifices, plus ou moins réussis, jalonnent cette recherche : pyramide effondrée de Meidoum, pyramide rhomboïdale et pyramide rouge de Dahchour, pour enfin arriver à la perfection : pyramide de Khéops.

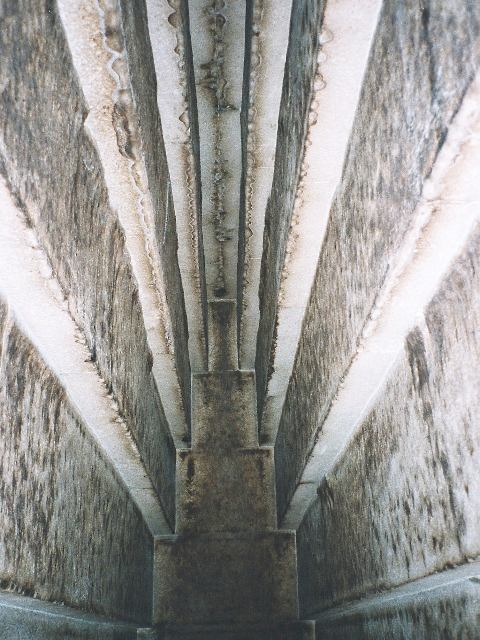
Voûte en encorbellement, pyramide rouge, Dahchour

Khéops est considérée comme la pyramide la plus parfaite, de par ses proportions majestueuses dues à son angle à la base plus important que dans la pyramide rouge. Mais Khéops est aussi intéressante pour son organisation intérieure. Ses trois chambres, dont une est souterraine et les deux autres incluses dans la maçonnerie, montrent l'existence de tâtonnements de la part des architectes, dans le domaine toujours problématique qu'est la résistance des plafonds. Le voûtement en encorbellement utilisé dans la pyramide rouge est abandonné, peut-être en raison de l'étroitesse qui y est liée. Les constructeurs ont donc utilisé une voûte en chevron pour la chambre de la reine, et des chambres de décharge également surmontées d'un toit en chevron pour la chambre du roi, qui fut vraisemblablement utilisée. La grande galerie quant à elle, haute de neuf mètres, est voûtée en encorbellement. 

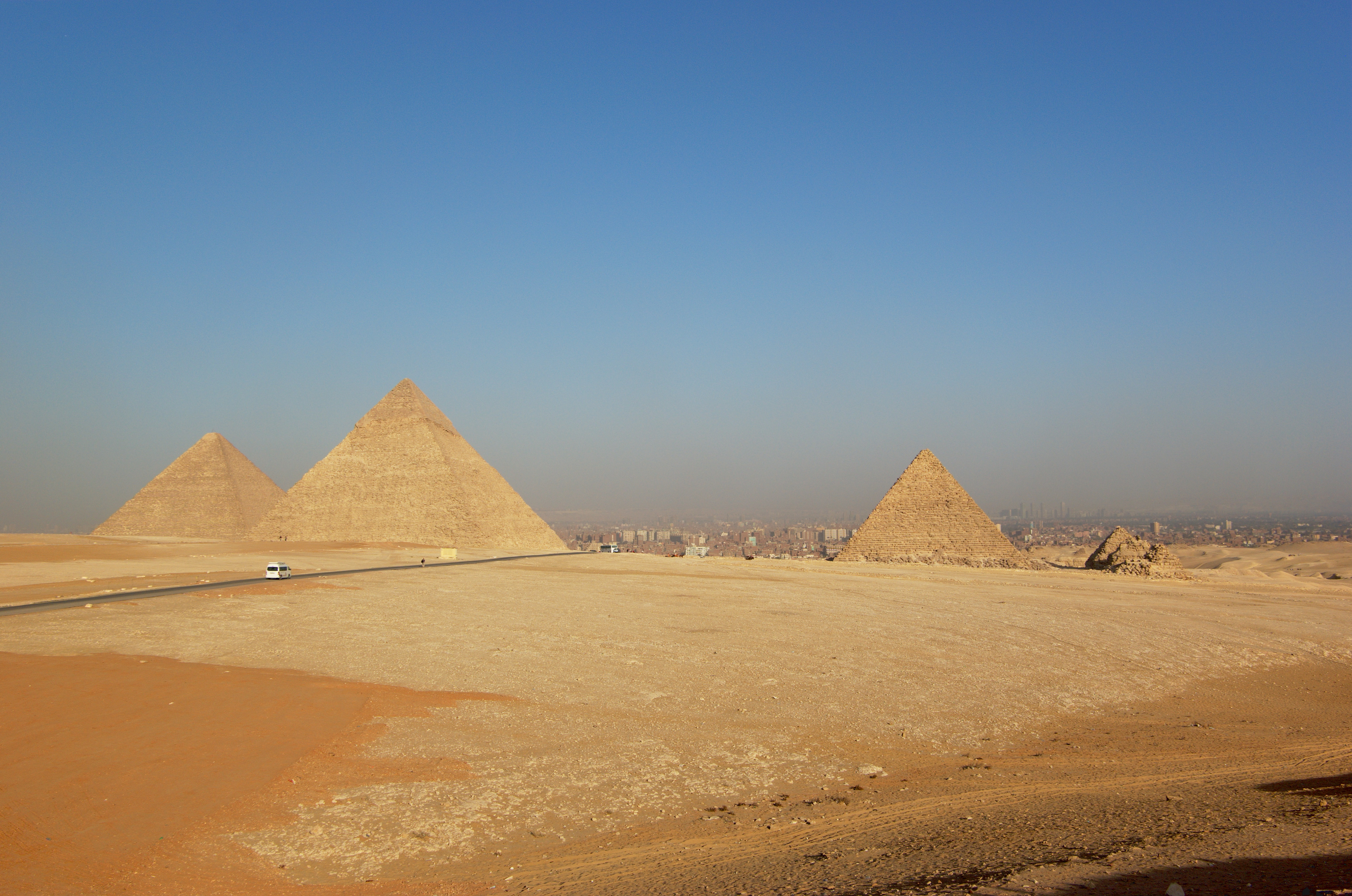
Pyramides de Gizeh,, règnes de Khéops, Khéphren et Mykérinos

Khéops est la seule pyramide à utiliser un plan aussi complexe. Dès la construction de Khéphren, les concepteurs reviennent à une chambre unique, et il en sera de même dans la plupart des pyramides postérieures. De celles-ci, on connaît principalement celle de Mykérinos, mais il en existait également une à Abou Roach pour Djédefrê, le frère de Khéops, et les deux dynasties suivantes continueront à utiliser cette forme, standardisée, sur les sites d'Abousir (Ve dynastie) et de Saqqarah (VIe dynastie). Malheureusement, les techniques utilisées, sans doute moins coûteuses mais aussi plus fragiles, n'ont pas permis une conservation optimale de ces monuments. On remarque néanmoins à partir du règne d'Ounas l'apparition d'un décor dans la pyramide elle-même, avec l'apparition des textes des pyramides, sculpté dans la chambre funéraire.
On considère souvent une pyramide comme une entité autonome, mais c’est une erreur : une pyramide, comme tout monument funéraire royal, fait partie d'un tout, bien plus important. On trouve notamment à ses côtés deux temples, le temple de la vallée et le temple funéraire, reliés par une chaussée funéraire. Le temple de la vallée servait à accueillir le cercueil du pharaon. Celui de la pyramide de Khéphren, qui comprenait des colonnes de granit rose d'Assouan et un sol d'albâtre poli, est particulièrement bien conservé. On estime que vingt statues du roi y étaient disposées, alors qu'une centaine devaient se trouver dans l'ensemble du complexe. Certaines pyramides d'Abousir ont également conservé leurs temples, comme pour celle de Sahourê : son temple funéraire, dont les murs sont en calcaire, le sol en basalte et les colonnes en granit rose, présente deux nouveaux types de colonnes : les colonnes avec des abaques palmiformes et les colonnes avec des abaques papyriformes fermées. 
Il faut bien sûr également parler des monuments funéraires des particuliers, qui prennent toujours la forme de mastaba pour les plus riches, ou d'hypogée pour les moins fortunés. Les nobles, ainsi que certains ouvriers ayant travaillé à la pyramide, plaçaient leurs tombeaux dans une cité funéraire qui jouxtait le monument royal, peut-être pour mieux profiter de l'influence divine du pharaon. Le complexe funéraire était entouré d’une enceinte qui séparait monde des vivants et monde des morts.

### Architecture religieuse
L'architecture religieuse qui subsiste est assez restreinte, si l'on omet les temples funéraires. On peut toutefois signaler la construction de temples solaires où le dieu Rê est vénéré sous forme d'un grand obélisque. L'un d'eux, construit par Niouserrê à Abou Ghorab, comportait dix bassins en albâtre destinés aux sacrifices des animaux. Comme dans les complexes funéraires, il se décomposait en un temple haut avec un obélisque en calcaire, relié à un temple bas par une chaussée.

### Décor architectural
Si l'intérieur des pyramides n'est pas décoré, à part chez Djéser, il n'en va pas de même pour les mastabas et les temples funéraires, tous ornés de bas reliefs peints. La chapelle du mastaba d'Akhethétep, remontée au Louvre, en est l'un des exemples les plus frappants. Les thèmes sont variés : porteurs d'offrandes, fausses portes, défunt accueillant le visiteur, navigation dans l'au-delà, préparation du banquet funéraire, scènes de la vie quotidienne, etc. Chacune de ces représentations a un sens symbolique et une place précise. Par exemple, sur le mur sud d'une chapelle, qui communique avec le serdab par une fente, on trouve en général une liste d'offrandes.
À partir du règne d'Ounas, le décor peint sans bas-reliefs se développe, toujours sur les mêmes thèmes, et envahit aussi les chambres funéraires des pyramides. Celle du roi Ounas, décorée d'un ciel étoilé et du livre des pyramides, est particulièrement représentative. La fameuse fresque des oies de Meïdoum est elle aussi un témoin du développement de l'art de la fresque sous la VIe dynastie.

## Sculpture

### Statuaire

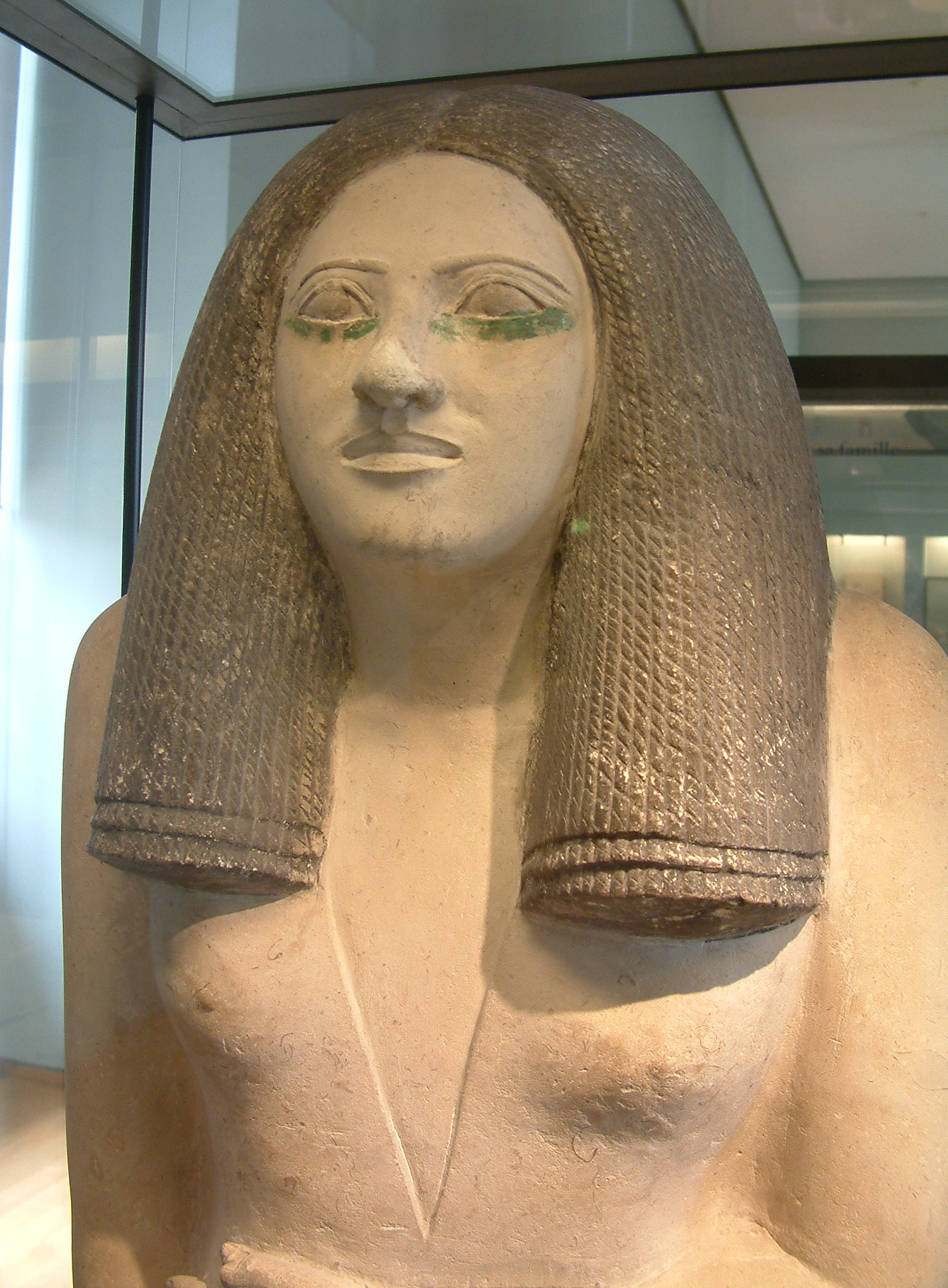
Nesa, calcaire peint,, Musée du Louvre

La grande évolution dans la statuaire est l'augmentation de la taille. Si les statues du roi Khâsekhemoui à la deuxième dynastie ne dépassaient pas les 70 cm, celle trouvée dans le serdab accolé à la pyramide du roi Djéser, haute de près d'1,50 m, représente le roi en grandeur nature. Elle a pourtant la même attitude, les mêmes objets symboliques que ses prédécesseurs.

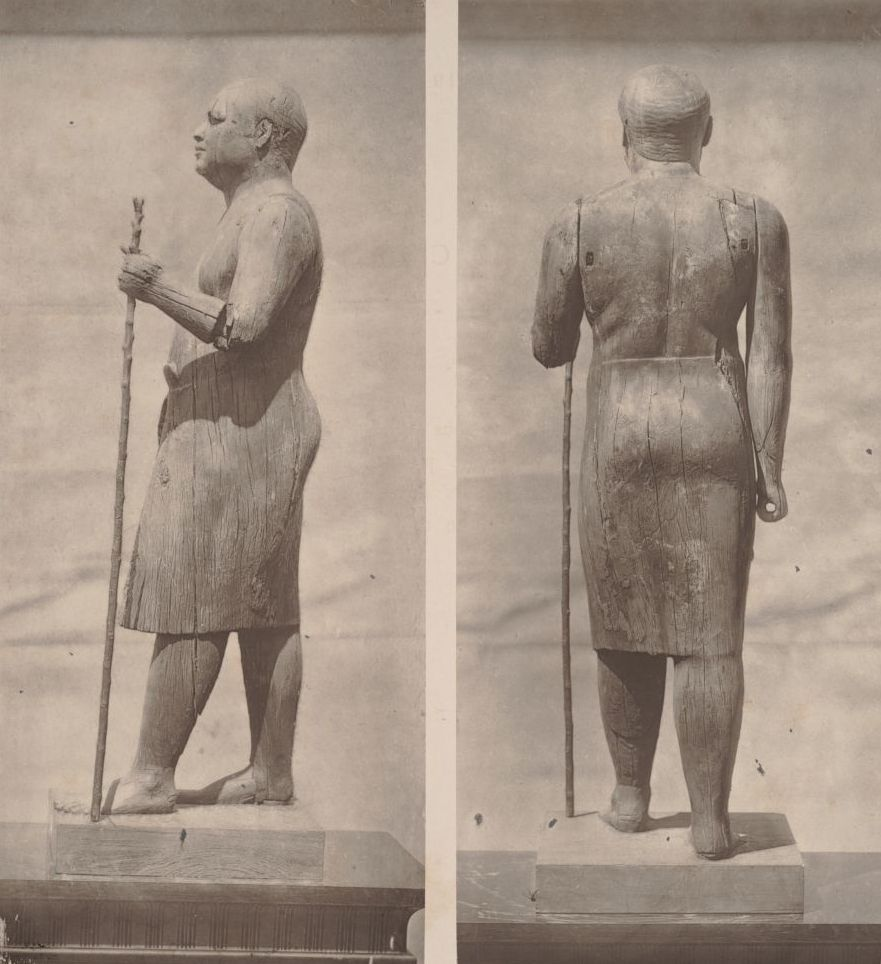
Le scribe Kaaper. Début de la Ve dynastie égyptienne, v. 2500 AEC. Bois. dans Mariette et al. 1872. Musée égyptien du Caire

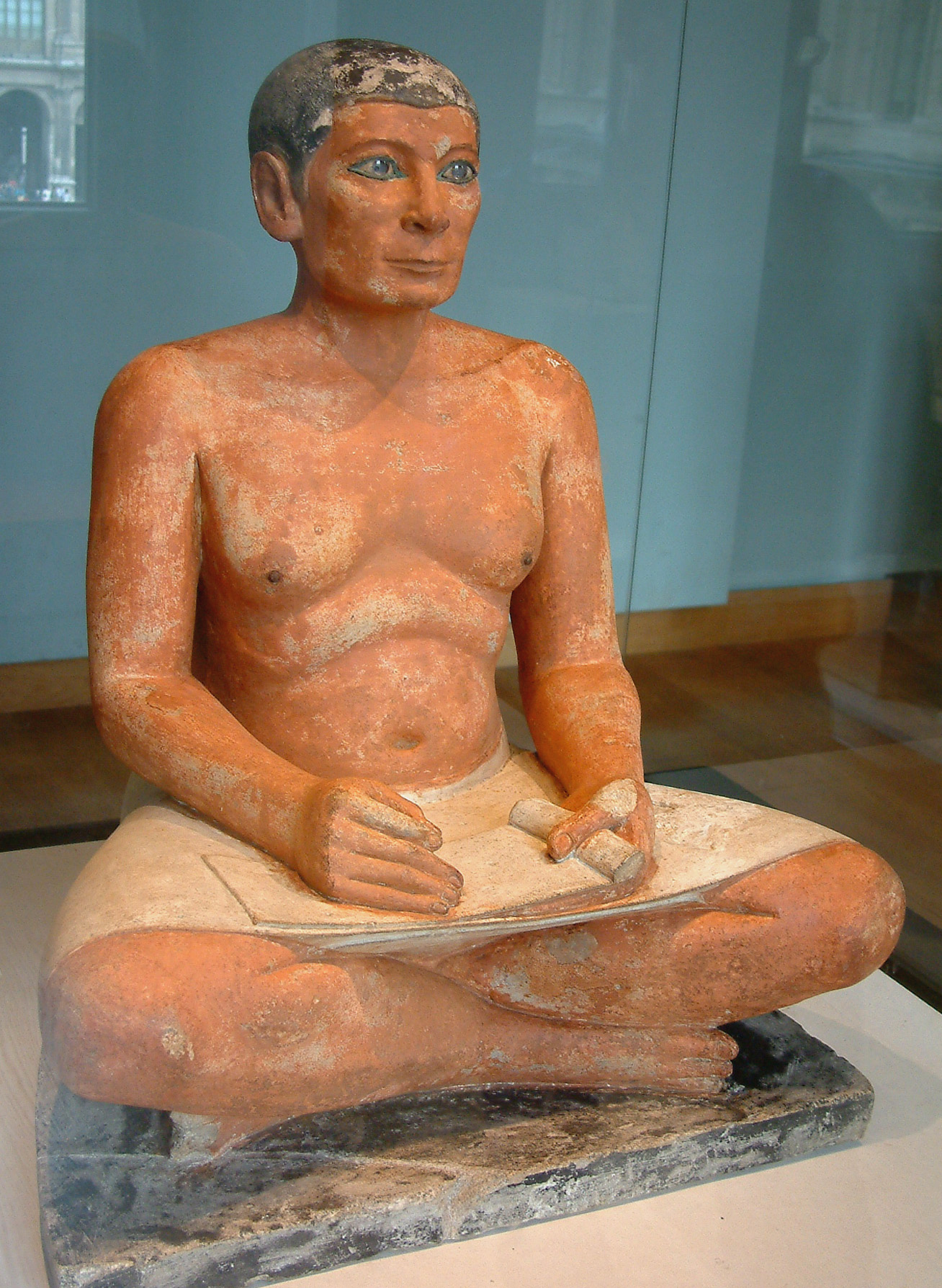
« Le Scribe accroupi », ou, Musée du Louvre

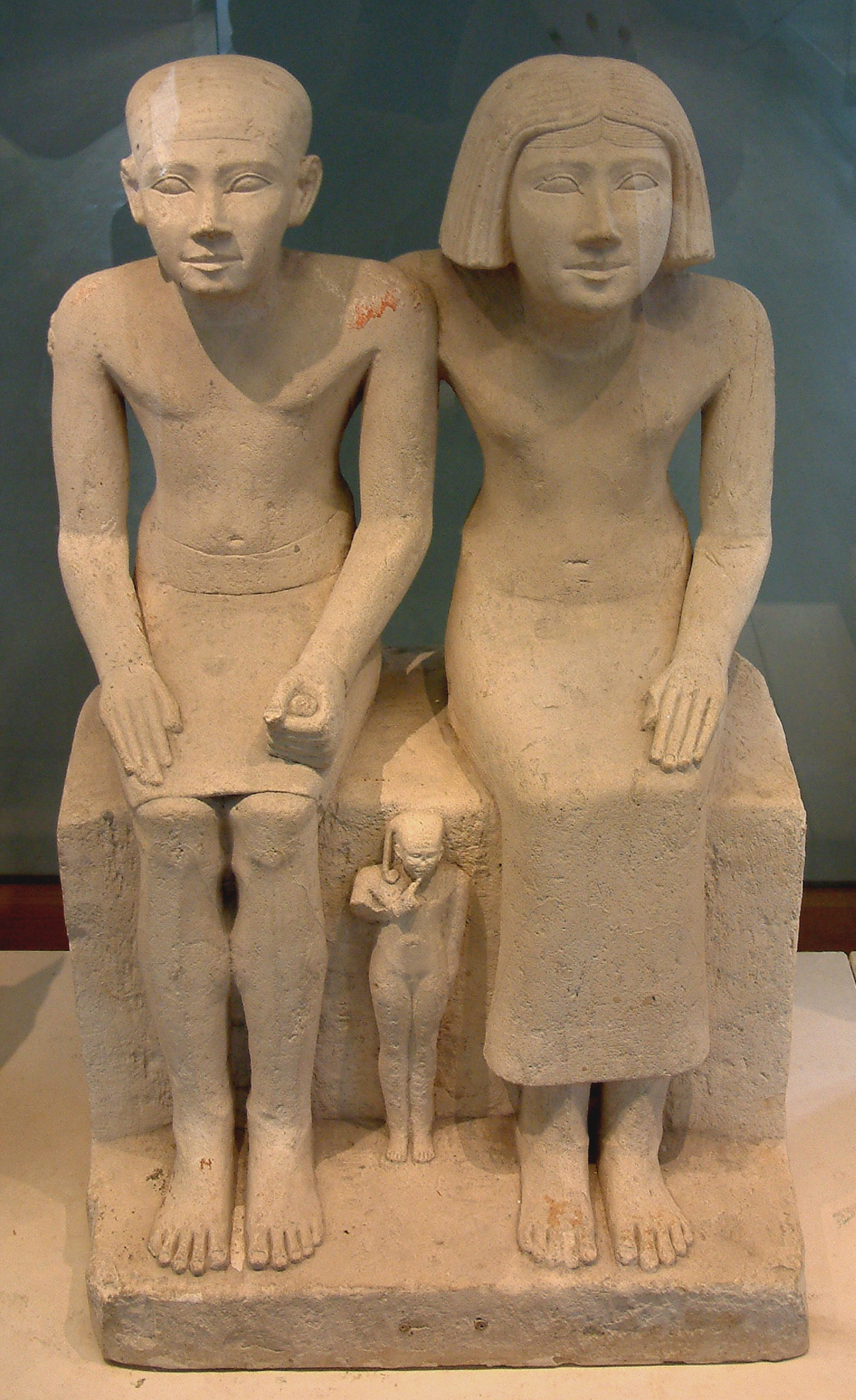
Couple avec leur fils,, Musée du Louvre

Au début de la période, les statues restent assez massives : les jambes et les bras ne sont pas détachés du bloc, la tête est un peu engoncée, les jambes sont massives, lourdes. Les costumes utilisés pour les particuliers sont un pagne plissé et une perruque boule pour les hommes, une longue robe moulante et une perruque tripartite pour les femmes. Les statues sont peintes, mais la polychromie a le plus souvent disparu. On note en général un grand réalisme anatomique dans le rendu des visages (léger bourrelet sous les yeux, modelé soigné), même si ceux-ci demeurent stéréotypés.
La statue de Nésa, que l'on voit ci-contre, fut retrouvée avec deux statues de son mari Sépa. Ces représentations, qui datent de la IIIe dynastie, constituent les premiers exemples de statuaire grandeur nature.
Les statues royales présentent le souverain dans une attitude déjà classique, qui se poursuivra durant toute l'Égypte antique. Le pharaon peut se trouver en position assise, sur un trône à dossier bas, comme dans la petite statuette de Khéops du musée d'art égyptien du Caire, revêtu alors du manteau de fête-Sed ou d'un pagne long dit pagne archaïque. Il peut également figurer debout : c'est le cas dans les triades de Mykérinos. Ces sculptures en pierre gris-vert foncé (grauwacke), hautes d'un mètre environ, présentent le roi Mykérinos entouré de la reine en Hathor et une personnification d'un nome. Ces sculptures, qui se situent à mi chemin entre ronde-bosse et relief, furent retrouvées par George Andrew Reisner en 1908, dans le temple de la vallée du complexe funéraire de Mykérinos. Plusieurs interprétations ont été proposées, et les spécialistes pensent actuellement qu'elles symbolisaient les différents cultes de la déesse Hathor, et qu'il en existait sans doute huit. 

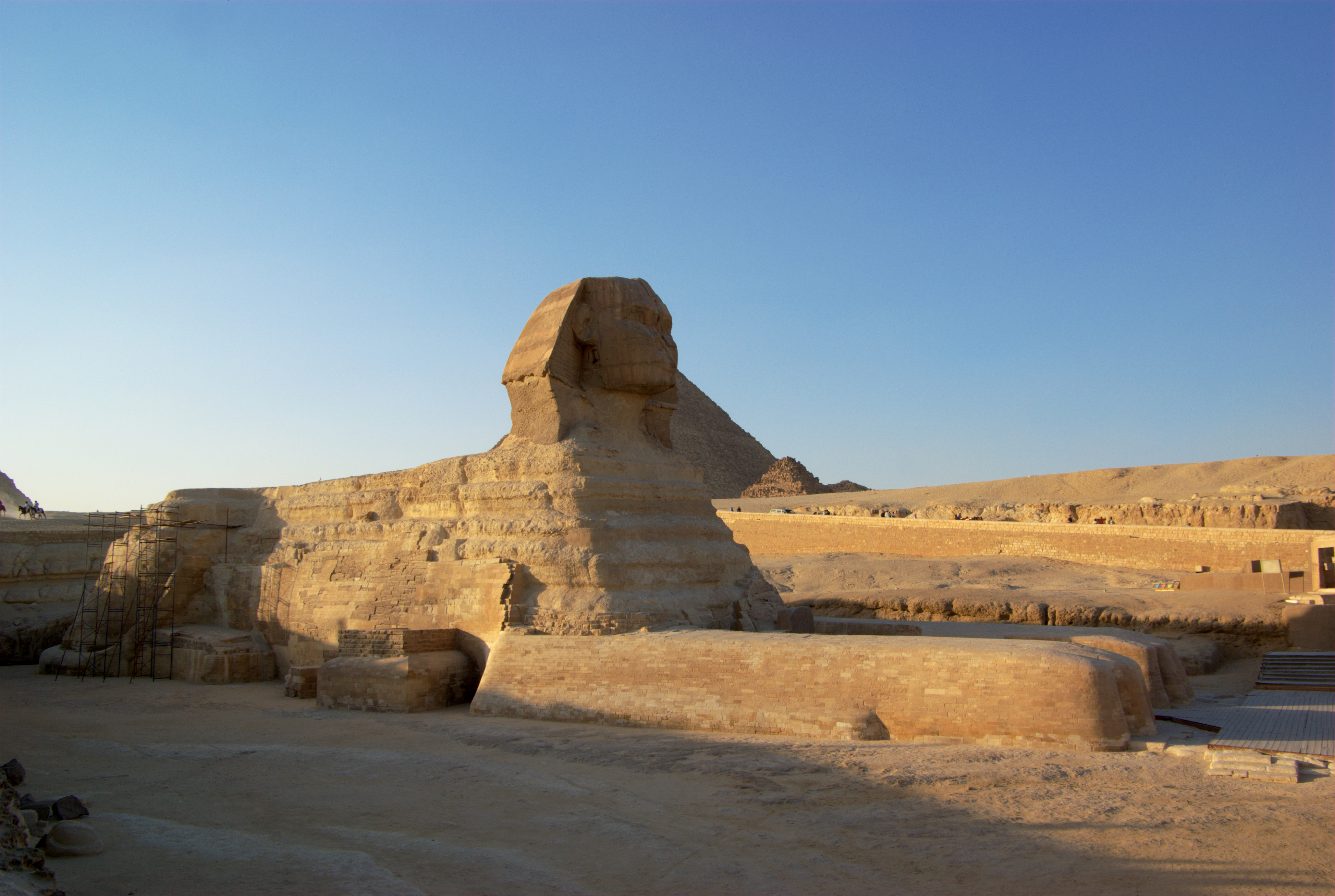
Sphinx de Gizeh,

Une troisième posture pour les représentations royales est le type du sphinx. On pense évidemment au grand sphinx de Gizeh, qui représente soit Khéphren, soit Khéops. La représentation d'un pharaon sous la forme d'un lion couché à tête humaine pourrait correspondre à une symbolique solaire, le roi étant représenté sous son aspect d'Horus. Cette interprétation s'étayerait avec la tête de Djedefrê conservée au Musée du Louvre. En effet, des études récentes démontreraient qu'elle proviendrait d'un sphinx, étant donné l'attache du némès à l'arrière de la tête. Or cette statue a été taillé dans une quartzite rouge, une pierre à forte symbolique solaire puisque sa couleur proviendrait du sang du serpent Apophis que vainc Rê chaque nuit.  
Les symboles royaux utilisés sont le némès, rayé à quelques exceptions près, les couronnes (blanche, rouge et pschent), la queue de taureau, les sceptres heqa et nekhakha, la barbe postiche droite. L'uræus, qui n'arrive qu'après le règne de Djéser, serpente sur le crâne avant de se dresser sur le front.
Les statues de particuliers sont généralement de plus petite taille, à l'exception du groupe de Sépa et Nésa. Si celles de la IVe dynastie possèdent plutôt un visage globulaire et un corps musclé, la tendance sous la Ve dynastie est au réalisme. Le visage quant à lui se doit d'être assez fidèle au modèle, car il  contient une réalité magique : enfermées dans un serdab, les statues sont censées recevoir le Ba, l'âme du défunt, en quelque sorte. On remarque les traces de fard vert sous les yeux de la jeune femme : cette couleur est caractéristique des maquillages de la troisième dynastie. Ensuite, les fards prendront la couleur noire (khôl).
Les statues sont peintes, avec des couleurs conventionnelles (brun pour l'homme, ocre clair pour la femme, noir pour les cheveux), mais celles-ci ont souvent disparu. L'incrustation, des yeux naît dès la IIIe dynastie, mais ne se développe qu'à partir de la IVe, donnant un air vivant aux sculptures. Dans le scribe accroupi du Musée du Louvre, par exemple, les yeux sont faits en cristal de roche pour la pupille, en pierre blanche pour la cornée et cernés par du cuivre. 
Plusieurs modèles sont utilisés par les particuliers. Il existe des personnages seuls, assis sur un siège à dossier bas ou debout. Cependant, le type du couple est également très important : la femme et l'homme sont assis ou debout côte à côte, la première passant la main sur les épaules l'autre, voire enlaçant le mari. Souvent, un descendant est représenté entre leurs jambes, en beaucoup plus petit et avec une unique mèche, caractéristiques de l'enfance. Le type du scribe est également fréquemment usité.
À partir du règne d'Ounas, un nouveau style apparaît, dit second style. Il s'agit d'un changement d'esthétique frappant et volontaire. Les statues produites sont en général de plus petite taille, et le bois en est le matériau privilégié. La représentation du corps humain change : les têtes deviennent plus grosses, avec des yeux larges parfois exorbités, en opposition à un corps longiligne avec des mains très effilées et une taille mince. Les bras se détachent du corps, les positions varient (personnage agenouillé présentant des vases nou, personnage assis une jambe repliée devant soi, etc.).

### Reliefs

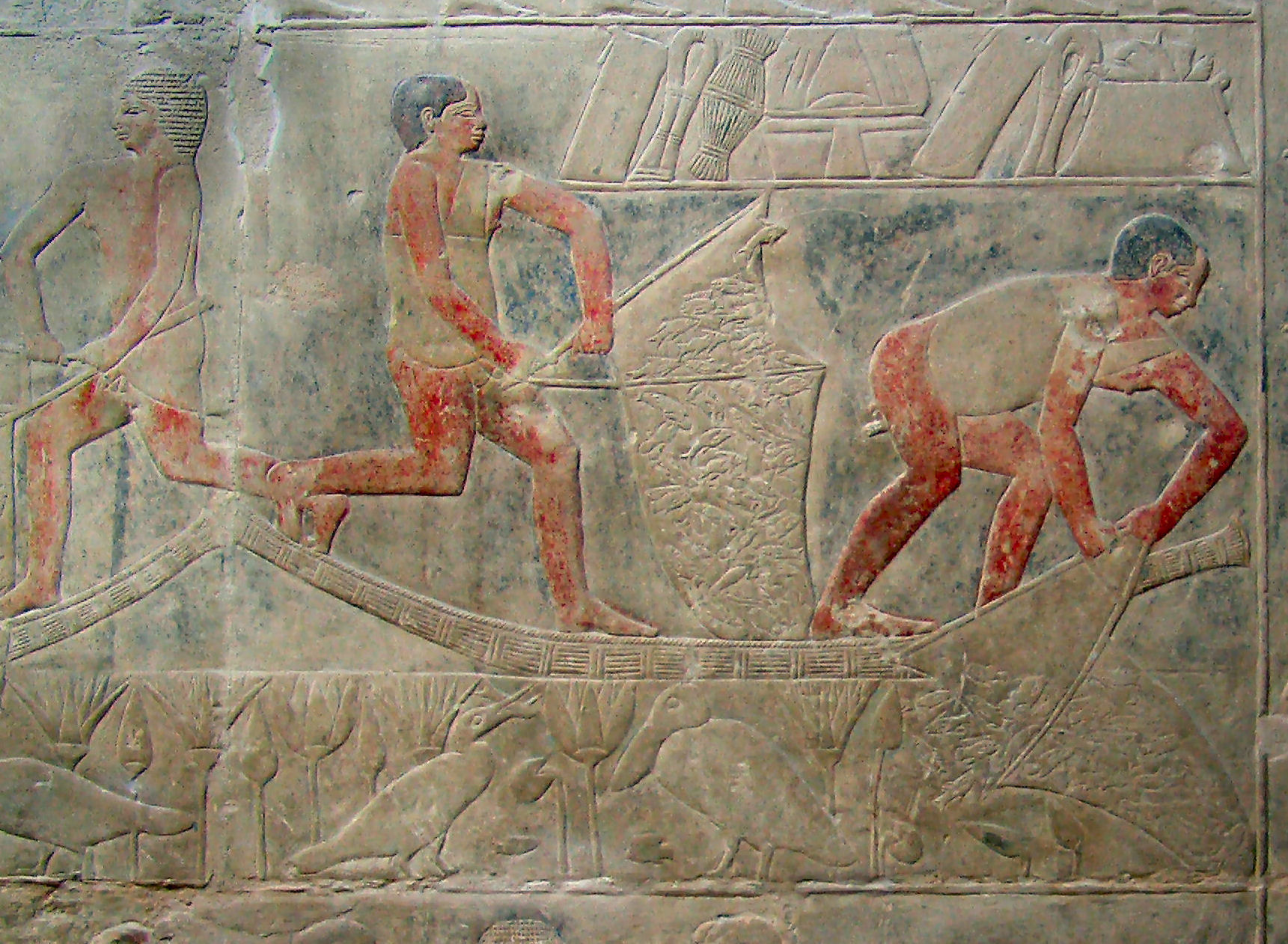
Les pêcheurs. Bas relief peint. Mastaba de Mererouka. règne de Téti (v. 2350 AEC),.

Les stèles funéraires sont très importantes. En général, le défunt est représenté assis sur un siège à pattes animales, face à une table d'offrandes. Celles-ci sont d'ailleurs représentées au-dessus du meuble, selon le principe d'aspectivité, et une énumération rituelle des présents (lin, nourriture) est figurée à côté. Le relief est en général très bas, à la limite de la gravure, peint selon les conventions. Les costumes sont les mêmes que ceux des statues.
Les principales techniques utilisées par les sculpteurs se mettent en place dès l'Ancien Empire :
- relief saillant, pour les scènes et inscriptions situées à l'intérieur des monuments. Ils sont en général peints, comme le montrent les nombreux vestiges de chapelles des mastabas (voir la chapelle d'Akhethétep, Ve dynastie, Louvre).
- relief dit « en creux », c'est-à-dire que les motifs et inscriptions sont sculptés en profondeur, le fond restant saillant, pour les parois situées à l'extérieur des monuments. Cette technique évite aux bas-reliefs d'être optiquement écrasés par la forte luminosité du soleil égyptien. Les jambages et linteaux de portes des monuments funéraires, ainsi que les stèles érigées en plein air développent cette technique propre à l'art pharaonique (voir la stèle du roi Serpent (Djet), Ire dynastie, Louvre).
- relief en méplat, rarement utilisé, concerne les bas-reliefs les plus anciens (voir la stèle du roi Ka-Hedjet (Houni ?), IIIe dynastie, Louvre).
- relief incrusté de pâte de verre polychrome, cette technique apparaît sous la IVe dynastie, dans la décoration intérieure du mastaba du prince Néfermaât, frère de Khéops et premier vizir connu.

## Mobilier funéraire
- Modèles

À partir de la IVe dynastie apparaissent dans les tombes des modèles, c’est-à-dire de petites statuettes servant de serviteurs funéraires. En calcaire peint, argile, ivoire ou bois, ils mesurent en général une vingtaine de centimètres, et représentent des artisans au travail, des porteurs d'offrandes, des bateaux, des greniers à grains.

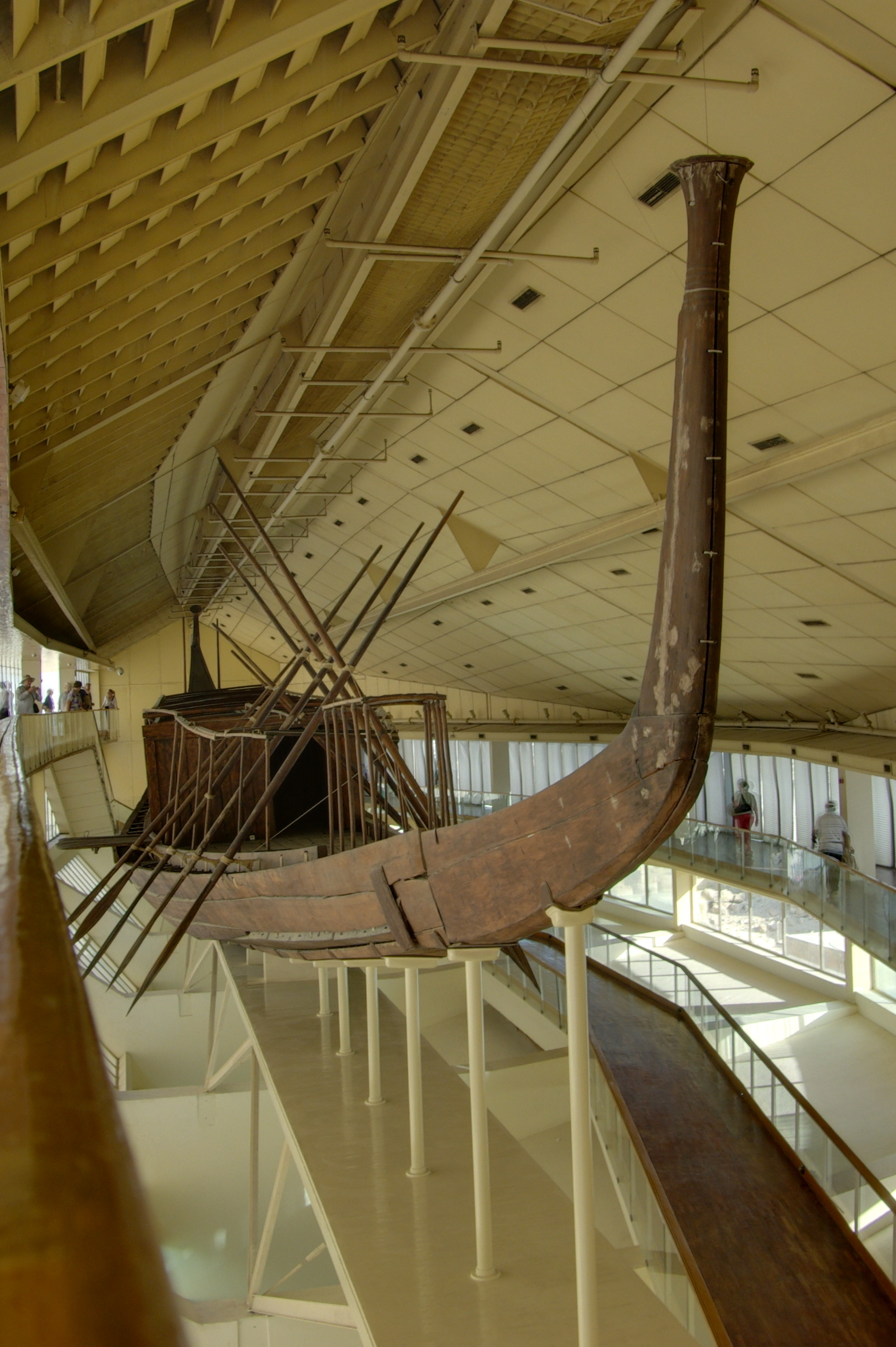
Barque solaire de Khéops,

La barque solaire trouvée dans le complexe funéraire de Khéops pouvait peut-être être considérée comme un modèle de très grande taille.
- Sarcophages

Le type de sarcophage connu à cette époque est une cuve de pierre au couvercle bombé et décoré de redans, comme une enceinte protectrice (enceinte à serekh). Le sarcophage de Mykérinos en est un exemple.
- Tables d'offrandes

Il semble incontestable que les défunts étaient enterrés avec des denrées alimentaires et de tissus. Cependant, prévoyant l'arrêt des offrandes, on plaçait également des tables avec la représentation hiéroglyphique des aliments et boissons. Par la magie des hiéroglyphes, ces denrées existaient donc, évitant des privations au défunt. Comme mentionné supra, ces tables se trouvaient également représentées sur des stèles.
- Pièce de mobilier

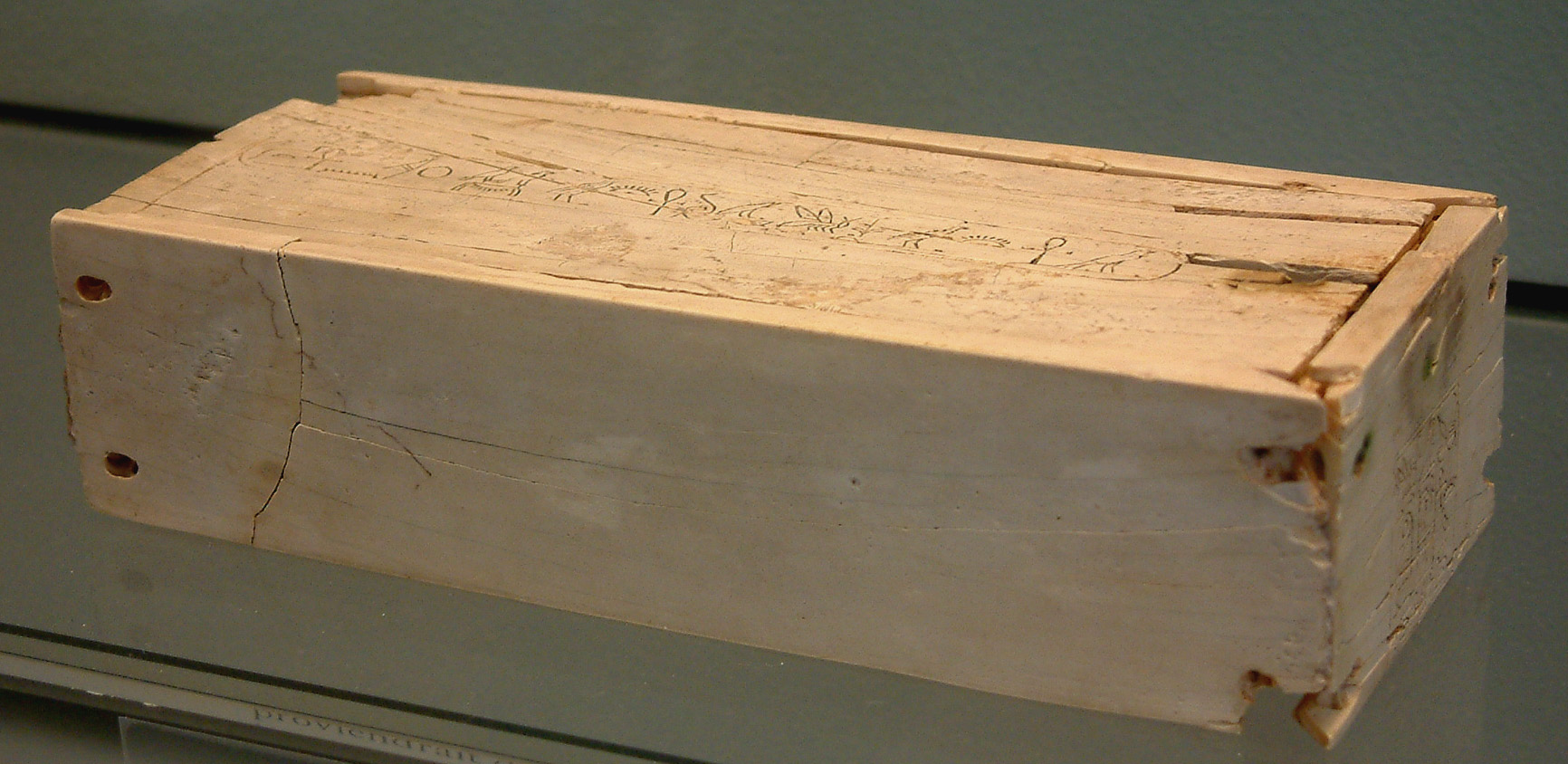
Coffret au nom de Merenrê, fin, ivoire, Musée du Louvre

Le mobilier nous est connu grâce aux stèles et aux diverses représentations, mais la tombe de la reine Hétep-Hérès Ire, mère de Khéops, nous a livré de splendides meubles et objets en bois doré : baldaquin, boîtes, fauteuils à pieds en forme de pattes de lion, chaise à porteurs, etc. Des jarres en terre cuite, un nécessaire de toilette, des bijoux d'or y furent également découverts.
- Amulettes et menus objets

Avec le second style, les tombes se remplirent de menus objets (vases, bijoux) à inscriptions et d'amulettes en forme de divinités, types d'objets qui survécurent à la chute de l'Ancien Empire.